# Estació de Clermont-de-l'Oise
L'estació de Clermont-de-l'Oise és una estació ferroviària situada al municipi francès de Clermont-en-Beauvaisis (al departament de l'Oise).
És servida pels trens del TER Picardie.
| Provinença | Estació anterior | Línia        | Estació següent    | Destinació |
| ---------- | ---------------- | ------------ | ------------------ | ---------- |
| Amiens     | Avrechy          | TER Picardie | Liancourt-Rantigny | Paris-Nord |